# 대한바이애슬론연맹
대한바이애슬론연맹은 바이애슬론을 널리 보급하여 국민의 체력향상과 정신력을배양함과 동시에 건전하고 명랑한 사회 기풍을 진직하여 국민체육발전에 기여할 목적으로 2004년 10월 22일 설립된 대한민국 문화체육관광부 소관의 사단법인이다. 사무실은 서울특별시 송파구 오륜동 88-2에 있다.

## 주요 사업
- 바이애슬론을 국민에게 널리보급
- 국제경기대회 및 국제회의 개최
- 전국규모의 각종대회의 주최 주관
- 바이애슬론경기인의 관리 육성